# Jennifer Crittenden
Pour les articles homonymes, voir Crittenden.
Jennifer Crittenden est une scénariste et productrice de télévision américaine née le 29 août 1969 à Laguna Beach, en Californie. Elle est principalement connue pour son travail sur les séries Les Simpson, Tout le monde aime Raymond et Seinfeld.

## Filmographie

### Scénariste

#### PourLes Simpson
| Année | Titre                                    | Titre original                                | Saison | Épisode | Réalisateur          |
| ----- | ---------------------------------------- | --------------------------------------------- | ------ | ------- | -------------------- |
| 1995  | Et avec Maggie ça fait trois             | And Maggie Makes Three                        | 6      | 13      | Swinton O. Scott III |
| 1995  | Il faut Bart le fer tant qu'il est chaud | The PTA Disbands                              | 6      | 21      | Swinton O. Scott III |
| 1996  | Premier Pas dans le grand monde          | Scenes from the Class Struggle in Springfield | 7      | 14      | Susie Dietter        |
| 1996  | 22 courts-métrages sur Springfield       | 22 Short Films About Springfield              | 7      | 21      | Jim Reardon          |
| 1997  | Pour quelques bretzels de plus           | The Twisted World of Marge Simpson            | 8      | 11      | Chuck Sheetz         |

#### Autres
- 1996-1998 : Seinfeld (25 épisodes)
- 1999 : Le Drew Carey Show (1 épisode)
- 1999-2002 : Tout le monde aime Raymond (11 épisodes)
- 2002 : Bram and Alice (1 épisode)
- 2005 : Queen B
- 2006-2008 : Old Christine (6 épisodes)
- 2011 : Sex List

### Productrice
- 1997-1998 : Seinfeld (22 épisodes)
- 1998-1999 : Le Drew Carey Show (14 épisodes)
- 1999-2002 : Tout le monde aime Raymond (71 épisodes)
- 2002 : Julie Lydecker
- 2002 : Bram and Alice
- 2004-2005 : Arrested Development (18 épisodes)
- 2005 : Queen B
- 2006-2008 : Old Christine (32 épisodes)
- 2011 : Bad Mom

### Actrice
- 1998 : Seinfeld : Becky (1 épisode)